# 금준비법
1934년 1월 30일 미국의 금준비법(영어: Gold Reserve Act)은 연방준비제도가 보유한 모든 금과 금 증서를 미국 재무부의 단독 소유로 귀속시킬 것을 요구했다. 또한 재무부와 금융기관이 달러 지폐를 금으로 상환하는 것을 금지하고, 연방준비제도의 도움(또는 승인) 없이 달러 가치를 통제하기 위해 재무부 통제 하에 환율 안정 기금을 설립했으며, 대통령이 포고를 통해 달러의 금 가치를 설정할 권한을 부여했다. 1년 전인 1933년, 행정명령 6102호는 미국의 시민들이 전 세계 어디에서든 금을 소유하거나 거래하는 것을 범죄로 규정했으며, 일부 보석 및 수집용 주화는 예외로 했다.
법안 통과 직후 당시 대통령인 프랭클린 D. 루스벨트는 법정 금 가격을 트로이 온스당 20.67달러에서 35달러로 변경했다. 이러한 가격 변경은 전 세계 금 채굴자들이 생산을 확대하고 외국인들이 미국으로 금을 수출하도록 장려하는 동시에, 인플레이션을 증가시켜 미국 달러를 평가절하했다. 가격 변경으로 인한 금 보유고 증가는 연방준비제도와 미국 재무부에 금이 대량으로 축적되는 결과를 낳았으며, 이 중 상당 부분은 포트 녹스의 미국 불리언 저장소 및 기타 장소에 보관되었다. 금 보유고 증가는 통화량을 늘려 실질 이자율을 낮추고, 이는 다시 내구재 투자를 증가시켰다.
금 준비법에 따른 민간 금 소유 제한은 1974년 8월 14일 제럴드 포드 대통령이 서명하고 1974년 12월 31일부터 발효된 1975년 국제 개발 협회 세출법의 라이더 조항으로 폐지되었다.

## 미국 경제사적 서사

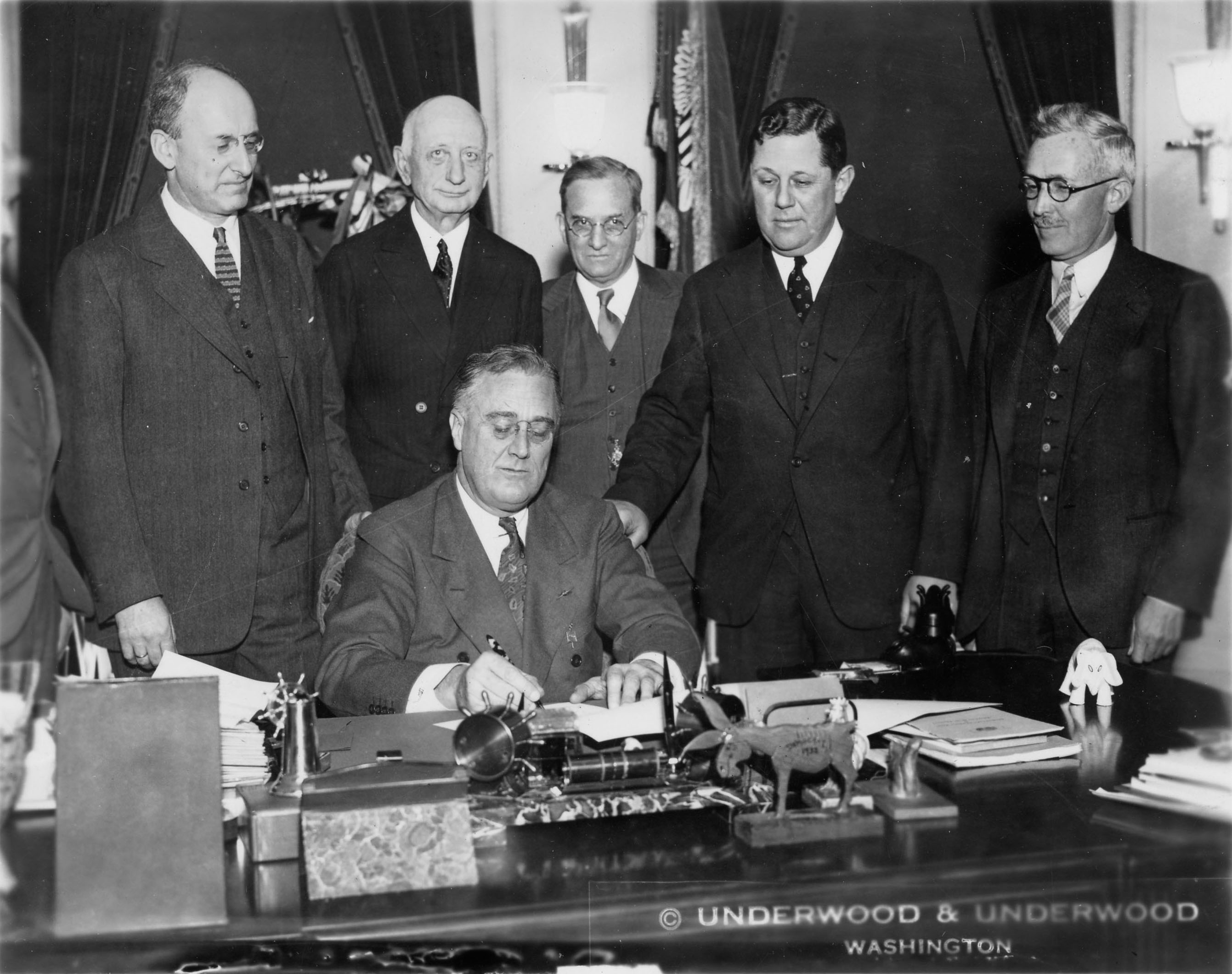
프랭클린 델러노 루스벨트 대통령이 1934년에 법안에 서명하고 있다. 그 뒤에는 (왼쪽부터): 헨리 모건소 주니어 (재무장관), 유진 R. 블랙 (연준 의장), 조지 워렌 (경제학자 겸 고문), 새뮤얼 로스만, 제임스 하비 로저스 (경제학자 겸 고문)

금 준비법이 제정된 1934년에도 미국은 여전히 1929년 주식 시장 붕괴의 부정적인 영향으로 고통받고 있었다. 루스벨트 대통령은 실업률을 줄이고, 임금을 인상하며, 통화량을 늘려야 하는 과제에 직면했지만, 금본위제를 엄격하게 준수해야 하는 미국으로 인해 이러한 조치를 취하는 데 제한을 받았다. 금 수출을 금지하고, 금 소유를 제한하며, 지폐의 금 전환을 중단시킨 금 준비법은 그가 이러한 장애물을 극복하는 데 도움이 되었다. 이 법은 거의 모든 금을 지폐로 교환하도록 요구했던 이전의 행정명령 6102호를 비준했다.
법안 통과 직후, 대통령은 금 가격을 트로이 온스당 35달러로 재평가했다. 이러한 달러 평가절하는 1933년부터 1941년까지 국민총생산 (GNP) 성장률을 급격히 증가시켰다. 1933년에서 1937년 사이에 미국의 GNP는 연평균 8% 이상 성장했다. 이러한 실질 생산량의 성장은 주로 1933년에서 1937년 사이에 연평균 10%의 속도로 성장한 통화량 M1의 증가에 기인한다. 대공황 회복에 대한 전통적인 견해는 성장이 재정 정책과 미국의 제2차 세계 대전 참여 때문이라고 주장한다. 프리드먼과 슈워츠는 "1933년 6월부터 1936년 6월까지 3년 연속으로 통화량의 급격한 증가율은 금 재평가와 자본의 미국으로의 도피로 인한 금 유입의 결과였다"고 주장했다. 미국의 재무부 금 보유량은 1930년 6,358 미터톤에서 1935년(법 통과 후) 8,998 미터톤으로, 그리고 1940년에는 19,543 미터톤의 순금으로 세 배가 되었다.
언급된 금 재평가는 달러를 평가절하하기 위해 루스벨트 행정부가 내린 적극적인 정책 결정이었다. 이 시기의 가장 큰 금 유입은 금 재평가에 대한 직접적인 반응이었다. 금 유입의 결과인 M1 증가는 실질 이자율을 낮추어 기회비용을 줄임으로써 내구 소비재 구매를 촉진할 수도 있었다. 만약 금 준비법이 제정되지 않았고 통화량이 역사적 추세를 따랐다면, 1937년에는 실질 GNP가 약 25% 낮았을 것이고 1942년에는 50% 낮았을 것이다.

## 국제 경제사적 서사
대공황 시기 국제사회는 금 보유고의 상당 부분을 미국으로 이전하기 시작했다. 외국인 투자자들은 트로이 온스당 20.67달러에서 35달러로 15달러 증가한 가치에 열광하며 기록적인 양의 금을 미국으로 수출하여 미국 재무부 보유량이 증가했다. 이 데이터는 20세기 초 금과 관련된 두 가지 중요한 측면을 보여준다. 첫째는 전 세계적으로 통화로서 금의 대규모 확장이었다. 이 데이터는 또한 미국으로의 금 보유고의 급격한 증가를 보여준다. 심지어 1900년에도 미국은 602 미터톤의 금만을 보유하고 있었다. 이는 러시아보다 61 미터톤 적고 프랑스보다 57 미터톤 많은 양이었다.
향후 20년 동안 금 시장의 금이 증가하고 정상적인 거래가 이루어지면서 각국의 금 보유량이 증가했다. 그러나 1930년대에는 미국 내 금 보유량이 급증하는 갑작스러운 변화가 있었다. 1930년부터 1940년까지 재무부 보유량은 거의 외국인 투자로 인해 세 배가 되었다. 미국으로의 보유량 이전의 또 다른 이유는 1931년 9월 21일 영국에서 금본위제의 중단이었다. 잉글랜드 은행의 금 보유량도 1930년부터 1940년까지 10배 이상 증가했지만, 여전히 미국이 보유한 양보다는 적었다. 프랑스 은행도 미국에서의 가격 인상 이후 200 미터톤 이상의 금이 뉴욕으로 이전되었다.

## 연방준비제도와 재무부의 역할
1934년 금 준비법 이전에는 대공황이 전국을 휩쓸면서 사람들이 해결책을 위해 연방준비제도를 찾았기 때문에 연방준비제도 이사회가 어려움을 겪었다. 어떤 사람들은 "시장 실패"가 이러한 어려움의 원인이 아니라고 주장한다. 대신, 그들은 대수축기(1929년부터 1933년까지)의 책임을 중앙은행의 통화 정책 mismanagement에 돌린다. 이것이 의회가 연방준비제도의 권한을 재무부에 넘겨준 이유를 설명한다. 존슨은 재무부의 금 정책이 "원하는 정치적 목표를 달성하기 위한 필수적인 도구였다"고 설명한다. 다시 말해, 존슨에 따르면 연방준비제도 이사회는 "재무부 정책을 실행하기 위한 기술적 도구"로서 더 많이 기능했다.
루스벨트는 1934년 금 준비법을 정당화하면서 "모든 금 채무자에게 지불할 충분한 금이 없었기 때문에, ... 정부는 정의를 위해 아무도 금으로 지불받지 못하도록 허용해야 한다"고 말했다.
1935년 중앙은행법 이후, 연방공개시장위원회 (FOMC)는 뉴욕 연방준비은행이 미국 내 통화량을 결정하기 위해 공개 시장에서 미국 정부 증권을 구매 및 판매하도록 승인했다. 연방준비제도 이사회도 그 결과 회원 은행의 지급 준비금 요건에 대한 권한을 얻었다. FOMC가 통화량을 결정하고 있었기 때문에 시스템 내 금의 양은 미국 경제의 통화량에 영향을 미치지 않았다. 은행법으로 인해 재무장관은 더 이상 연방준비제도 이사회의 이사가 아니었다. 그러나 의장이 됨으로써 재무장관은 연방준비제도에 영향을 미칠 충분한 권한을 가졌다.
재무 관리자들은 금을 고정시키고 지급 준비율을 높여 1936년에 통화 확장을 중단시키기를 원했다. 모든 의도와 목적에서 이것은 통화 시스템과 미국 경제의 동결로 이어졌다. 재무부는 연방준비제도가 동일한 정책을 시행한 직후 미국으로의 금 유입 증가로 인해 잠재적으로 인플레이션이 증가하는 것을 막기 위해 자체적인 금 불태화 정책을 시작했다. 금 보유량은 1935년부터 1940년까지 두 배 이상 증가했다. 이것은 1936년부터 1938년까지 16개월 동안 지속되었다. 더 많은 노력으로, 1936년 말 현재 재무부는 금 구매를 "비활성" 계정의 일부로 기록했다. 다시 말해, 재무부는 금 가격을 금융 시장에서 정부 증권 판매를 통해 충족시켰다. 금 보유량을 높게 유지하기 위함이었지만, 이 금은 재무부에서 통화로 전환되지 않을 것이었다.

### 인플레이션/디플레이션에 미치는 영향
1934년 법 이후, 1921년 불황 때 때로는 -10.5%에 달했던 디플레이션은 (1921년 직전 4년 연속 14% 이상의 인플레이션이 있었음에도 불구하고) 다시는 -2.1% 아래로 떨어지지 않았다. 1934년 이전인 1914년부터 1934년까지 인플레이션은 (기하 평균) 연간 1.37%였다. 1934년 이후인 1934년부터 2013년까지 인플레이션은 (기하 평균) 연간 3.67%였다. 인플레이션은 더 안정되었지만, 이전 기간보다 여전히 높았다. 이는 시간이 지남에 따라 금본위제에서 벗어난 때문일 수 있다.

### 금 준비법으로 인한 소송
1934년 금 준비법의 통과는 미국인들이 보석과 수집용 주화를 제외하고는 더 이상 금을 소유할 수 없음을 의미했다. 금 준비법 통과 후 여러 사람들이 금 소유 및 거래를 제한하는 조항을 위반한 혐의로 기소되었다. 프레더릭 바버 캠벨(실제로는 금 준비법의 전신인 행정명령 6102호에 따라 유죄 판결을 받았다)은 체이스 내셔널 은행에 보관하고 있던 5,000 트로이 온스의 금을 인출하려다 금을 사재기한 혐의로 유죄 판결을 받았다. 다이아몬드 및 보석 상인인 거스 파버는 아버지와 다른 12명과 함께 면허 없이 20달러 금화를 불법적으로 판매한 혐의로 체포되었다. 바라반 가족은 허위 면허로 금 스크랩 사업을 운영한 혐의로 체포되었다. 심지어 외국 기업의 금도 압수되었다. 스위스 은행 회사인 위버제 파이낸츠 코르포라치온은 미국에 보관하고 있던 1,250,000달러 상당의 금화를 압수당했다.
통합된 금 조항 사건 (개별적으로는 Perry v. U.S., U.S. v. Bankers Trust Co., Norman v. Baltimore & Ohio R. Co., Nortz v. U.S.로 알려져 있다)에서 금 준비법은 미국 대법원의 심사를 받았고, 대법원은 루스벨트의 금 몰수 정책을 간신히 지지했다.
1962년 미국 대 온 솔리드 골드 오브젝트 인 폼 오브 어 루스터 사건은 14파운드 황금 수탉 조각상의 압류와 관련이 있었다. 네바다 지방법원은 수탉의 예술적 가치가 조각상과 소유자에게 유리하다고 결정했다.

## 최근 사건
2008년의 216 자메이카 애비뉴, LLC 대 S&R 플레이하우스 리얼티 컴퍼니 판결은 1933년 이전에 체결된 계약의 금 조항이 단순히 유보된 것이며 삭제된 것이 아니며, 특정 제한된 상황에서는 재활성화될 수 있음을 확립했다.

## 같이 보기
- 행정명령 6102호
- 금본위제
- 뉴딜

## 더 읽어보기
- Allen, Larry (2009). 《The Encyclopedia of Money》 2판. 샌타바버라, CA: ABC-CLIO. 175–177쪽. ISBN 978-1598842517.